# Buckle Island
Buckle Island är en ö i Antarktis. Den ligger i havet utanför Östantarktis. Nya Zeeland gör anspråk på området. Arean är 190 kvadratkilometer.
Terrängen på Buckle Island är lite bergig. Öns högsta punkt är 1 234 meter över havet. Den sträcker sig 25,5 kilometer i nord-sydlig riktning, och 11,8 kilometer i öst-västlig riktning.
På ön finns udden Cornish.